# Telmatogeton trochanteratum
Telmatogeton trochanteratum är en tvåvingeart som beskrevs av Edwards 1931. Telmatogeton trochanteratum ingår i släktet Telmatogeton och familjen fjädermyggor. Inga underarter finns listade i Catalogue of Life.